# Маленька Україна

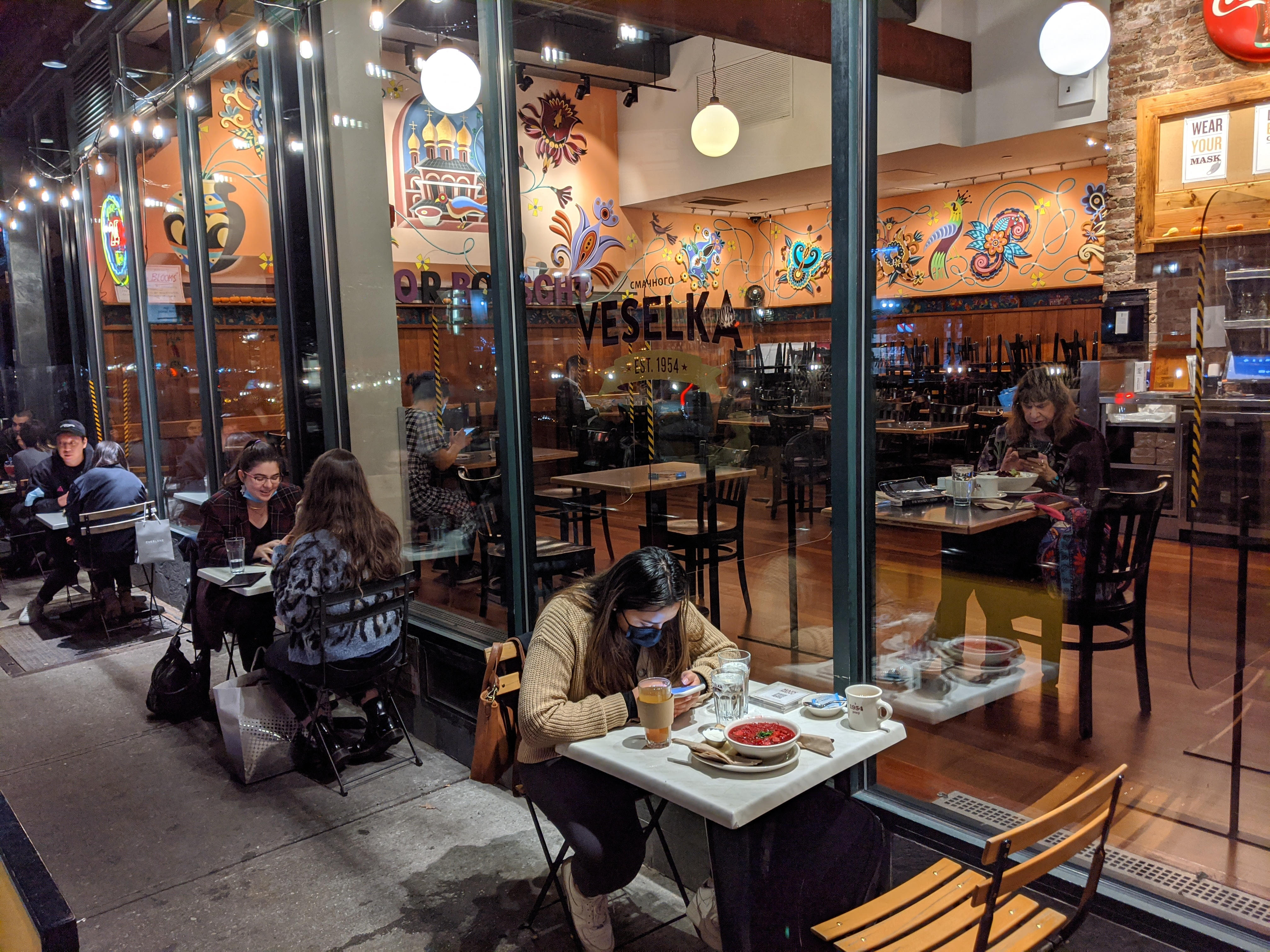
Український ресторан «Веселка» на Другій авеню в Іст-Віледж

Маленька Україна (англ. Little Ukraine) — історичний етнічний анклав у нейборгуді Іст-Віледж у Нижньому Манхеттені, Нью-Йорк, США, в якому помітну частку мешканців становили українці та американці українського походження.
Межі анклаву можна викоремити на півдні Хаустон-стріт, на півночі 14-ю вулицею, на сході Другою авеню і на заході Третьою авеню.
Перші іммігранти з України прибули сюди наприкінці ХІХ століття. Друга велика хвиля мігрантів прибула в анклав протягом Другої світової війни, а також після неї, коли українці втікали від нацистського та радянського режимів. Іммігранти поселялися переважно на 7-й вулиці, де нині найбільш помітна українська спадщина. Після війни українське населення анклаву складало близько 60 000 осіб. Нині тут проживає третина з 80 000 нью-йоркців з українським корінням.
З часом багато українців роз'їхалося з Маленької України. Частина з них переїхала на Брайтон-Біч, який у 1970-х роках став новим етнокультурним центом україномовного та російськомовного населення Нью-Йорка.
З помітних пам'яток Маленької України можна виділити Греко-Католицьку Церкву Святого Юри, що розташована на 7-й вулиці, ресторан «Веселка» на 144 Другій авеню, заснований в 1954 році (примітно, що в ньому довгий час не було навіть англомовного меню), Український музей, філія Наукового товариства імені Тараса Шевченка та український культурний центр.
На території Українського кварталу велика кількість українських ресторанів, магазинів і інших установ. Тривалий час діяли Український Мистецький клуб, Літературний клуб, ресторан «Київ» (1978), ресторан «Одеса», проте їх закрито з 2010-х років у зв'язку із зменшенням громади українців. Було щонайменше три українські книгарні. Найголовніша книгарня «Сурма» пропрацювала 98 років і закрилася у 2016 році. У 1970 році Юліан Бачинський відкрив магазин м'яса, який займався продажем українських ковбас, який діє до сьогодні під назвою East Village Meat Market. За адресою Corner of, 89 East 2nd Street, 1st Ave з 1951 року працює магазин «Арка», який продає різноманітне народне мистецтво, історичні книги, ювелірні вироби, вироби з дерева, скульптури, картини, антикваріат, традиційний одяг, скатертини, шарфи. Місцеві жителі могли випити алкоголю в тавернах «Верховина» та «Blue & Gold» — двох барах, побудованих у дзеркальному відображенні по обидві сторони 7-ї вулиці на 79 і 81 East 7th Street. До 1984 працював ресторан Orchidia, який первинно був місцем італійської кухні, але після того як у 1957 Марія Підгорецька викупила цей бізнес у свого боса в меню додали борщ та вареники. В районі працює Peter Jarema Funeral Home, Inc. — поховальне бюро, яке працює з 1906 року і організовує похорон жителів району. Досі працює кафе «Стріча», яке було засноване для збору грошей на Українську католицьку церкву Святого Георгія.

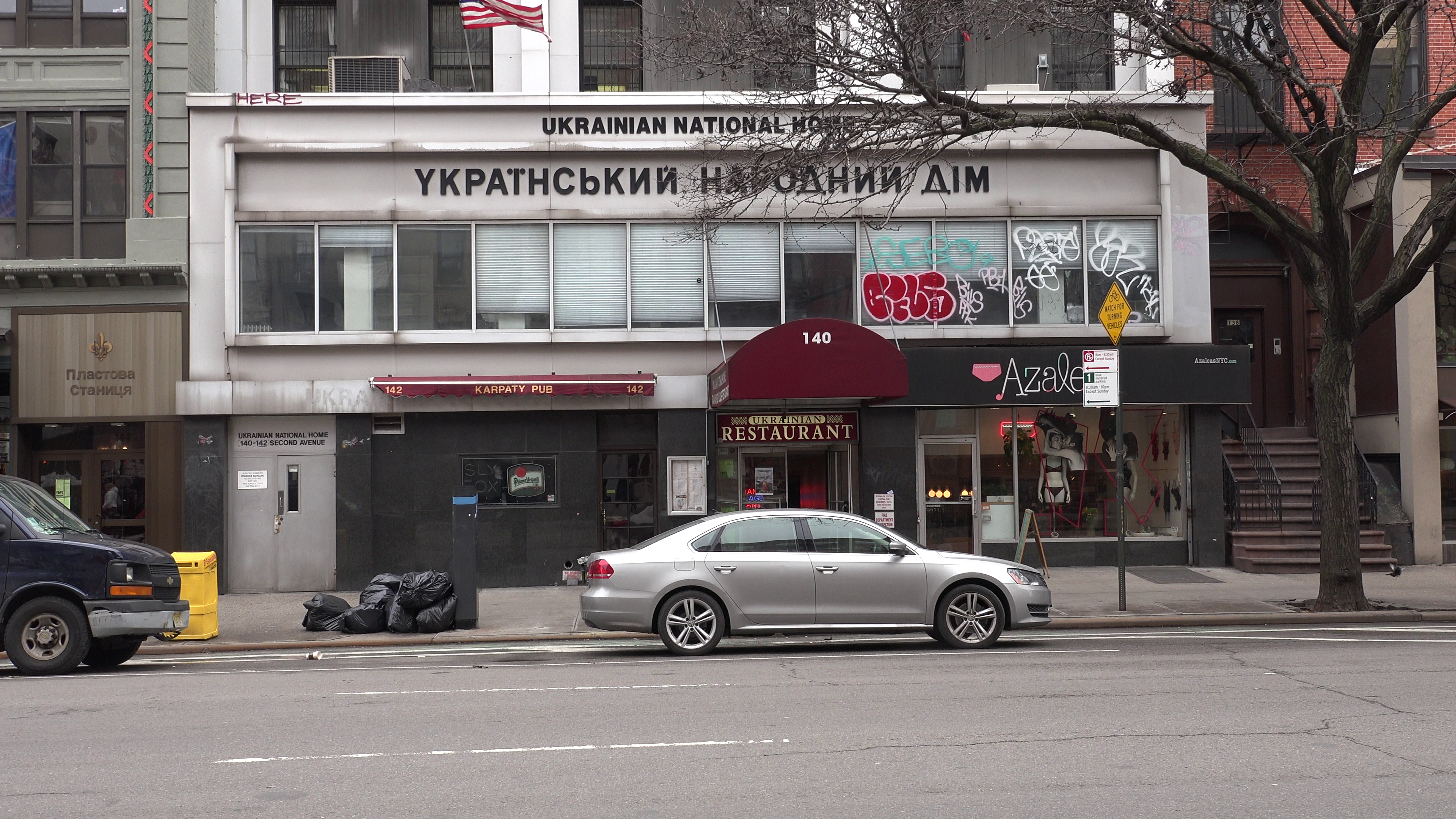
Український народний дім

З 1976 року церква спонсорує щорічний Фестиваль української спадщини — один з небагатьох автентичних вуличних ярмарків Нью-Йорка, що збереглися до сьогоднішніх днів . У квітні 1978 року міська рада Нью-Йорка перейменувала невелику вулицю, що з'єднує Східну 7-му та 6-ту вулиці, на вулицю Тарас-Шевченка (Taras Shevchenko Place).
У 1981 році у підвальному приміщенні Українського Народного Дому відбувся один із перших американських концертів гурту New Order. У 1999 році Євген Гудзь заснував відомий гурт Gogol Bordello в цьому районі.
На сьогоднішній день в районі проживає близько 1700 українців. Головна причина втрати українського населення — це подорожчання ціни житла та оренди в цьому районі.

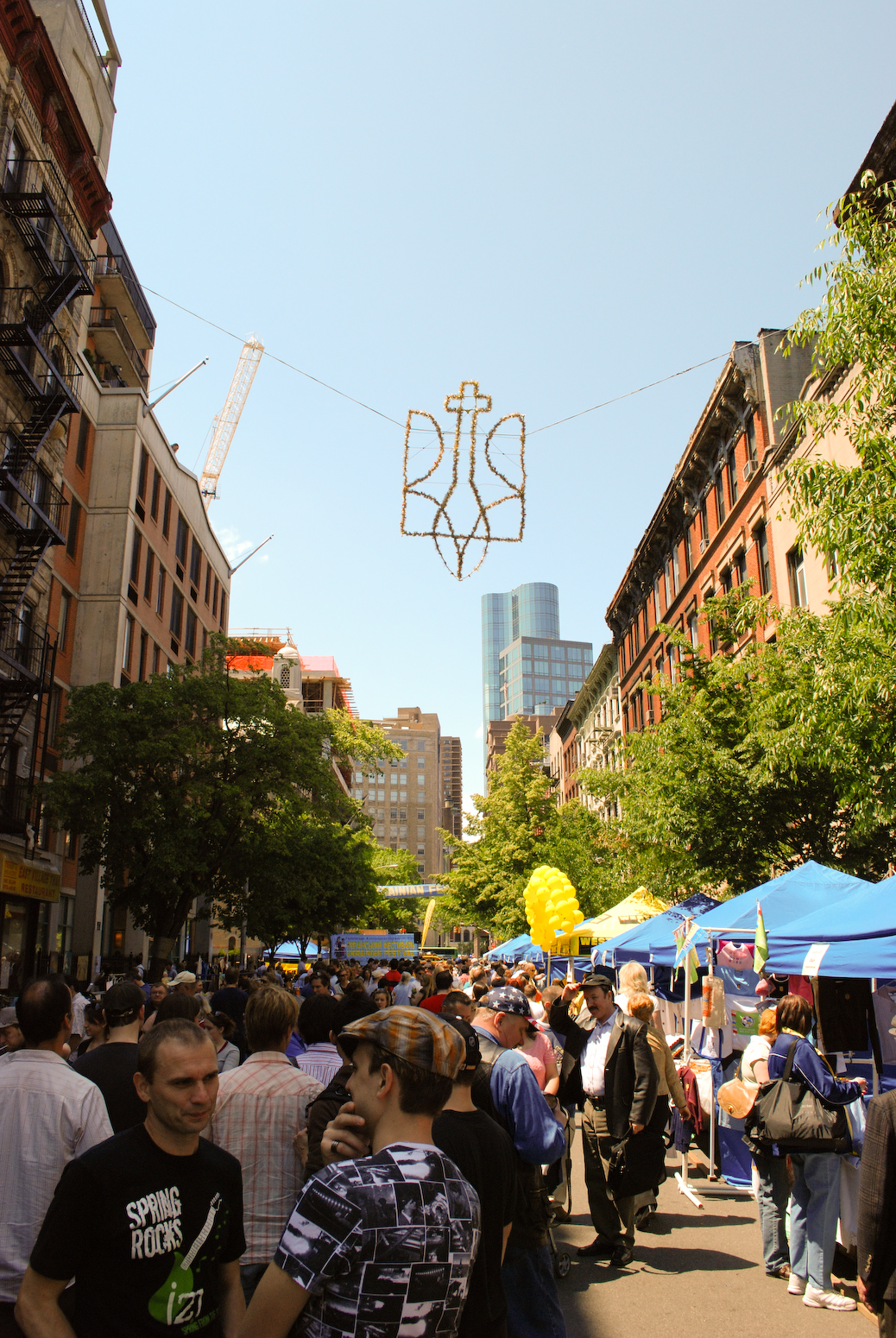
Фестиваль української спадщини в травні 2008 року
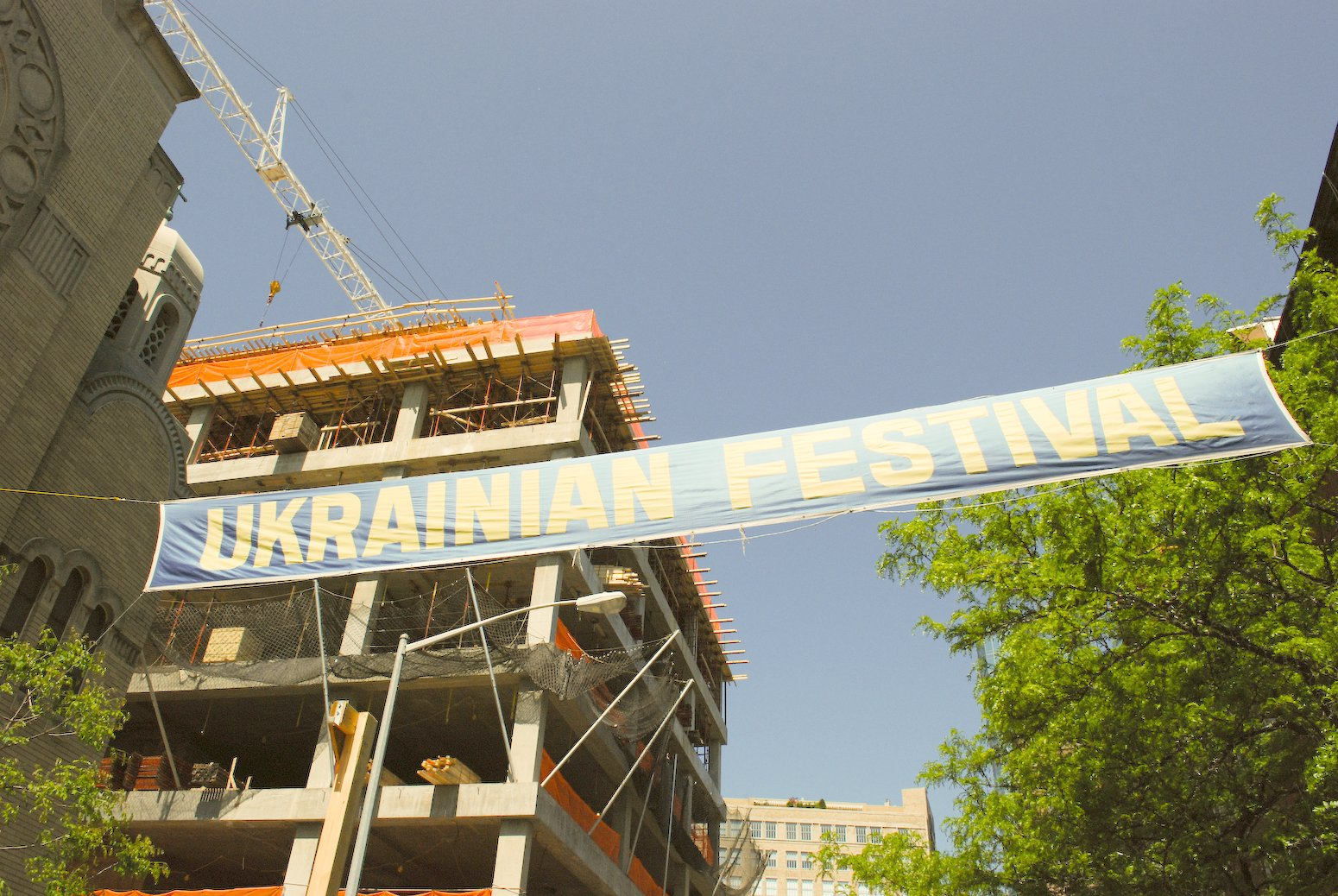
Фестиваль української спадщини в травні 2008 року
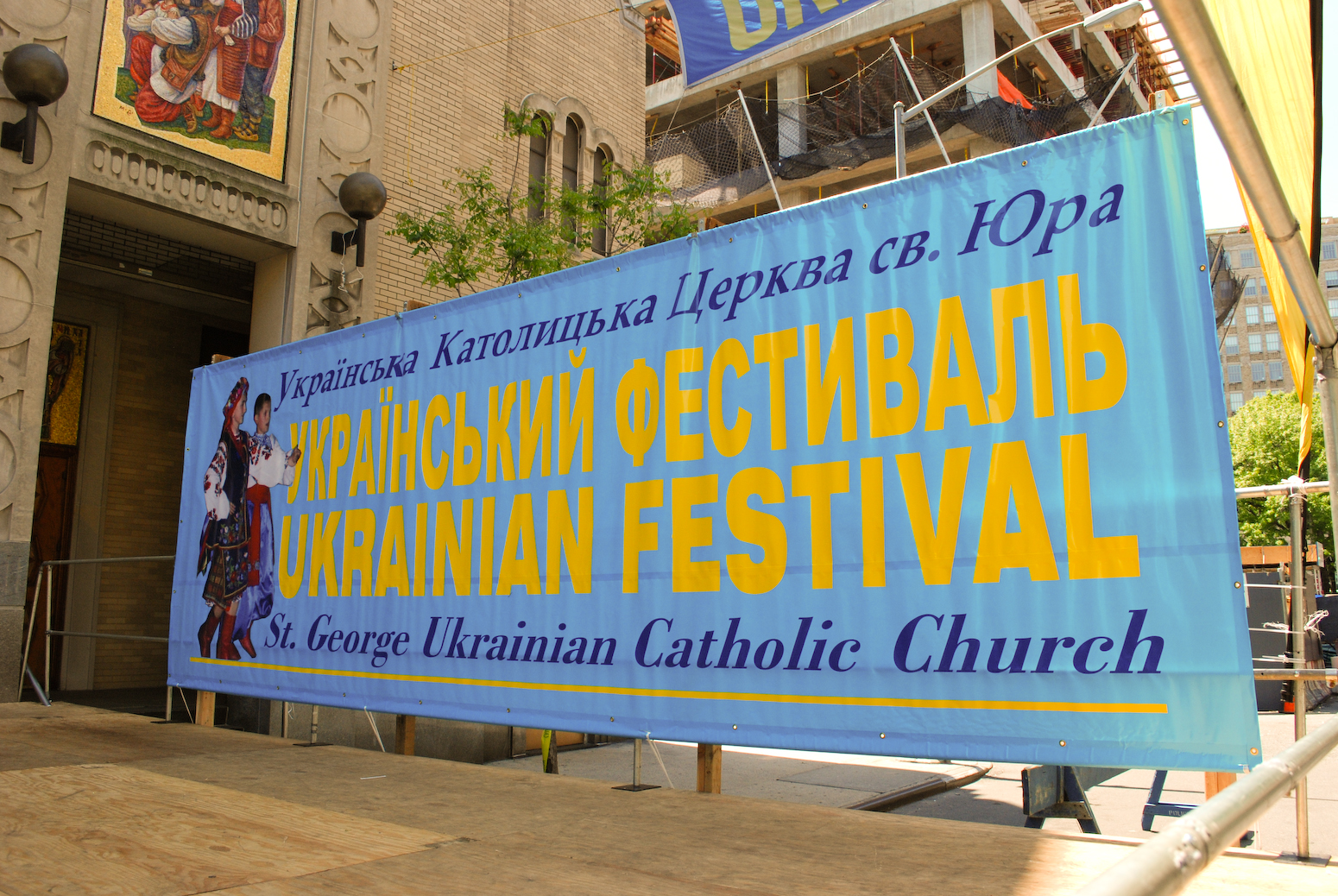
Фестиваль української спадщини в травні 2008 року
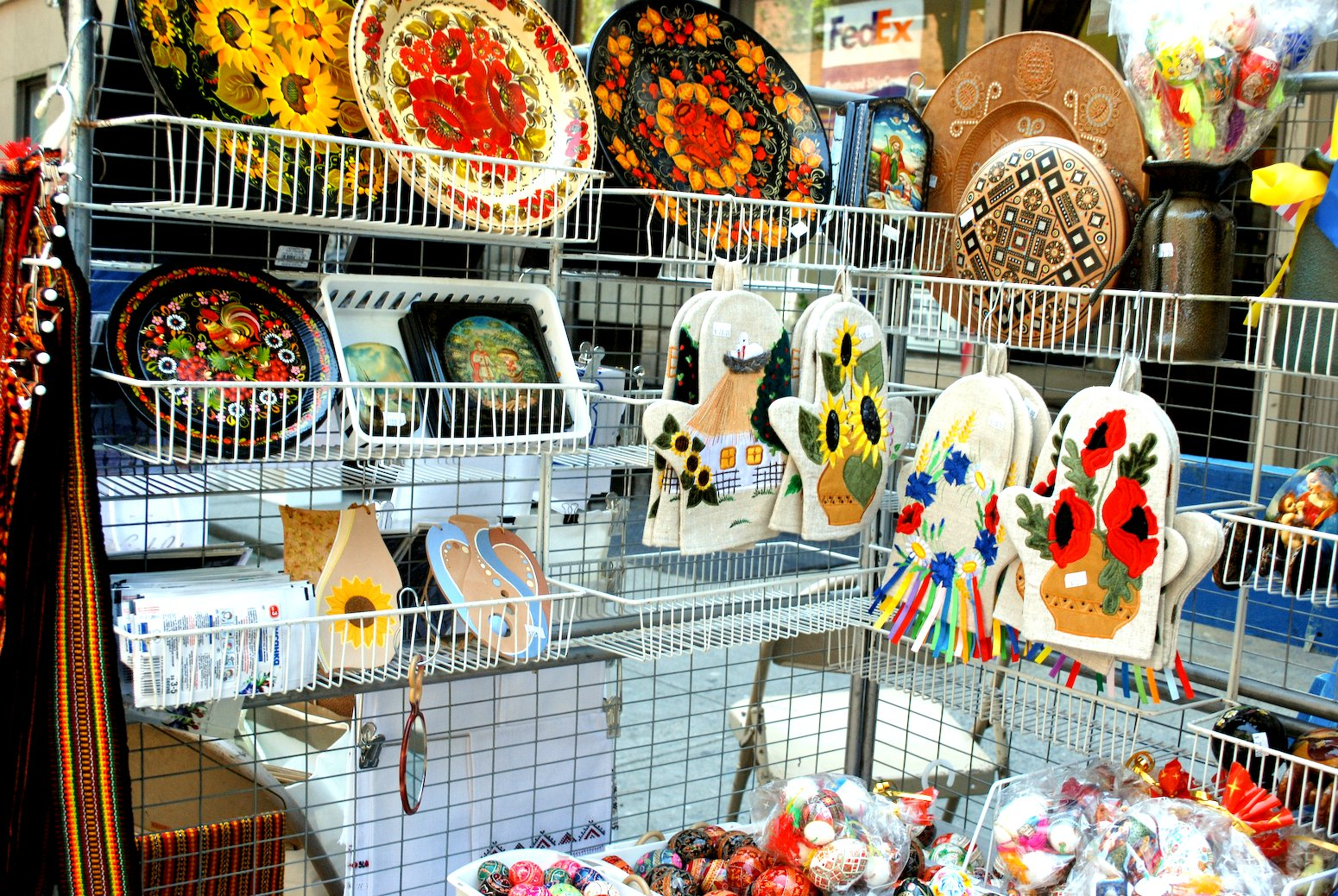
Ярмарок на Фестивалі української спадщини, 2008
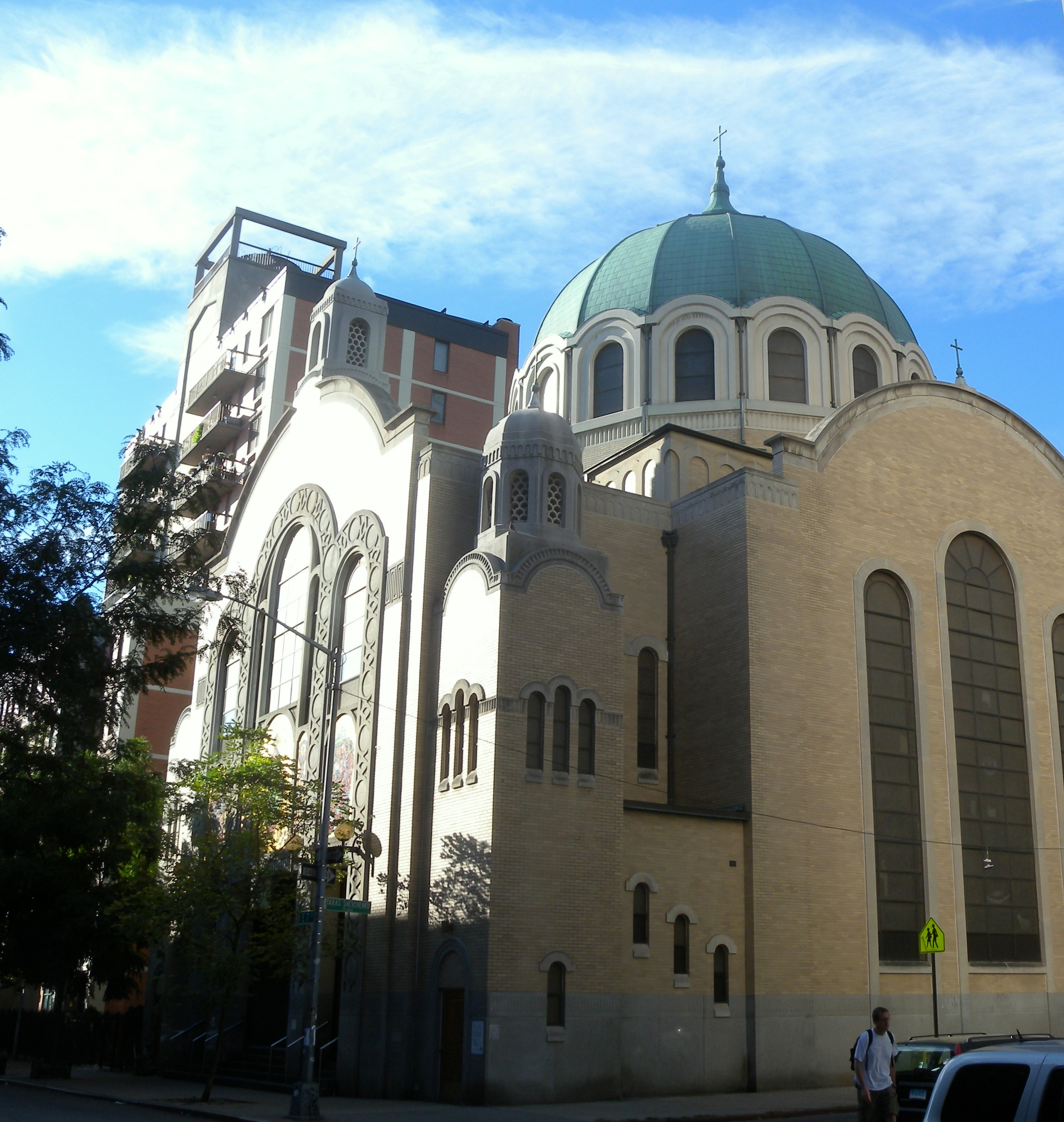
Церква Святого Юри
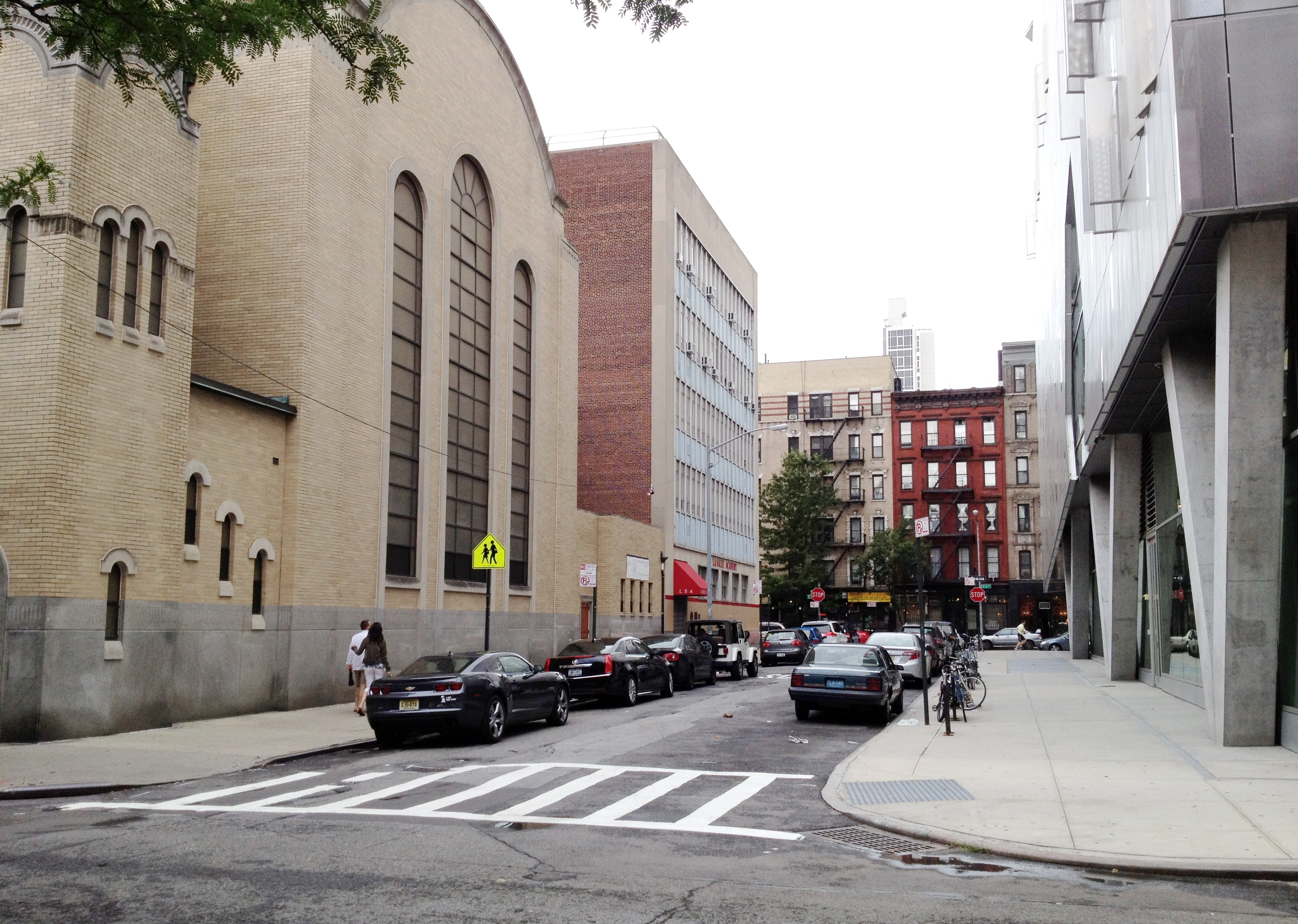
Вулиця Тараса Шевченка